# Die Nacht der Nächte – School’s out
Die Nacht der Nächte – School’s out ist das Spielfilmdebüt von Achim Bornhak aus dem Jahr 1997, produziert für den SWR mit Unterstützung der Filmakademie Baden-Württemberg.

## Handlung
Nikolas Techner genannt „Tex“ (Nic Romm) ist Frontmann der „legendären“ Band Slowfuck und erzählt die Geschichte seiner Abifete. Dabei geht es nicht nur um ihn und sein Liebesleben, sondern auch um seinen besten Freund David (Oliver Bröcker) und seinen allerbesten Freund Sven (Christian Näthe).

## Rezeption

### Kritik
Die Kritiker der Fernsehzeitschrift TV Spielfilm urteilen: „Wie ein sehr langer Musikvideo-Clip“